# 蓑虫山人
蓑虫山人（みのむしさんじん、天保7年1月3日（1836年2月19日）- 明治33年（1900年）2月21日）は、美濃国（現在の岐阜県）出身の絵師、考古学者、造園家。本名は土岐 源吾。
蓑虫仙人、六十六庵主人とも称した。

## 来歴
美濃国安八郡結村（現・安八町）に生まれる。家は美濃国守護大名土岐氏の一族と伝えられる豪農で、父は好事家であったという。しかし家が貧しくなったこともあり7歳の時に結村の受徳寺に奉公に出される。その後母を失ったことをきっかけに嘉永2年（1849年）に14歳で故郷を出る。
各地を放浪し、各地の名勝や民俗を記録した。21歳の時にミノムシを見て、あのような虫にも家があると感じた源吾は、天幕のような笈を自作し、「蓑虫」を号とした。長崎滞在時には鉄翁祖門に師事したと自身は後に語っている。これを含め幕末期には九州に滞在していた。
その後約10年間足取りが一部を除いて途絶えた後、明治11年（1878年）には岩手県水沢（現・奥州市）に水沢公園を造園する。その後約10年間、東北地方に身を置いた。
明治20年（1887年）には亀ヶ岡遺跡（青森県つがる市）の発掘調査をおこなった。この時期に神田孝平の知遇を得て、遺跡発掘についての報告を神田に手紙で送り、それが『東京人類学雑誌』に掲載された。明治20年に一度上京し、その後は再び東北に戻った。明治28年（1895年）、秋田県滞在中に唯一の肖像写真を残している。
明治26年（1893年）に全国で収集した古器物を展示する施設「六十六庵」の建設を計画し、明治29年（1896年）に帰郷。名古屋にいた異母兄の左金吾宅に滞在し、さらに長姉の祖俊尼のいる寿松院（現・守山区内）に滞在。その後岐阜に戻り、各地で寄付金を集めようとしたが、濃尾地震の復旧の最中であることであり寄付金集めは断念。居場所が見つからず、笠松（当時の円城寺村）で地元民から「竹をくれるなら絵を描く」という条件で竹を集めて庵を作った。明治30年（1897年）に完成して「籠庵」と名付けられた庵は、車に乗せられて約15km離れた志段見（現・岐阜市長良志段見）まで移動して据え付けられたという。
明治31年（1898年）4月に志段見から去り岐阜県内を放浪。明治32年（1899年）7月に次姉の恵鏡尼がいる愛知県丹羽郡浅淵村（現・一宮市北小渕）の大慈寺を訪れ滞在。同年10月には寿松院の本寺である名古屋市の長母寺（現・東区内）に身を寄せ、翌年2月に近所の漸東寺に出向き、入浴した後に倒れて死去した。法名は「蓑虫庵遍照源吾居士」。墓は長母寺境内にある。

## 顕彰施設等
7歳の時に奉公に出された安八町東結上村の受徳寺には蓑虫山人顕彰碑がある。
安八町のハートピア安八内の歴史民俗資料館には蓑虫山人に関する資料が常設展示されている。また、屋外には蓑虫山人にちなんだ庭園がある。